# ميك مودي
ميك مودي (بالإنجليزية: Mick Moody)‏ (24 فبراير 1960 في جمهورية أيرلندا - ) هو لاعب كرة قدم أيرلندي في مركز الدفاع. لعب مع باتريك أتلتيك ودرودا يونايتد ونادي بوهيميان ونادي شامروك روفرز ونادي شيلبورن وهوم فارم ‏ وBray Wanderers F.C. ‏.

## وصلات خارجية
- ميك مودي على موقع قاعدة بيانات كرة القدم.إي يو (الإنجليزية)